# Matt Generous
Matthew Generous (* 4. Mai 1985 in Cheshire, Connecticut) ist ein US-amerikanischer Eishockeyspieler, der seit Mai 2018 bei den Ilves Tampere in der finnischen Liiga unter Vertrag steht.

## Karriere

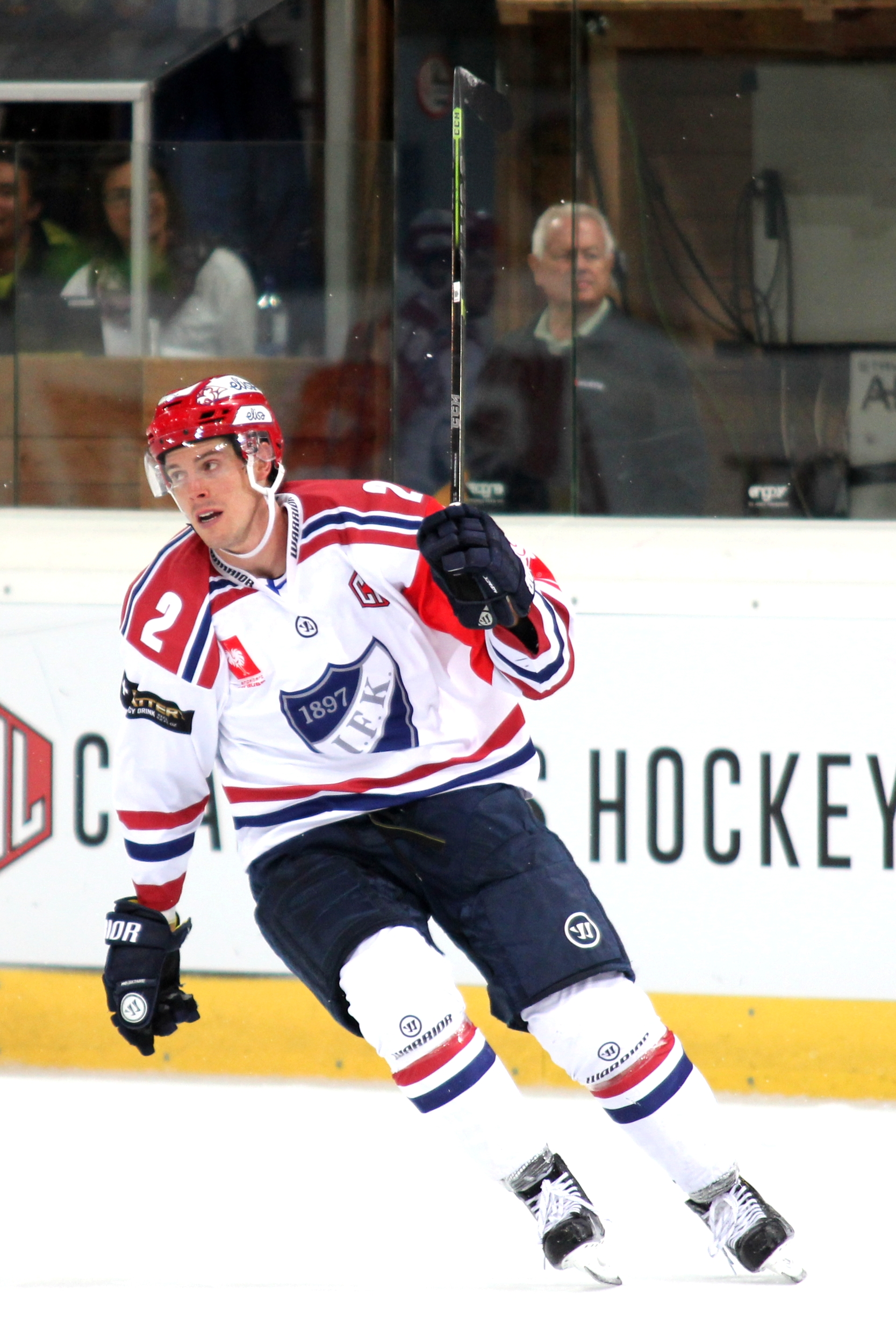
Generous im Trikot des Helsingfors IFK, Oktober 2015

Generous begann seine Junioren-Karriere bei den New England Junior Falcons, bevor er beim NHL Entry Draft 2005 in der siebten Runde von den Buffalo Sabres gezogen wurde. Allerdings wechselte Generous zur St. Lawrence University. In der NCAA-Saison 2008/09 brachte es Generous auf acht Tore und 17 Punkte sowie ein Plus-Minus-Verhältnis von +5 in 35 Spielen und wurde so zum besten Verteidiger der Liga ausgezeichnet.
Am 1. April 2009 unterschrieb Generous einen Ein-Jahr-Einstiegsvertrag bei den Buffalo Sabres, wurde aber nur im Farmteam, den Portland Pirates, eingesetzt.
Nach dem Trainingscamp der Buffalo Sabres  wurde Generous im September 2009 erneut zu den Portland Pirates geschickt, wo er die AHL-Saison 2009/10 verbrachte. In seiner ersten kompletten Profi-Saison erzielte er in 61 Spielen 2 Tore und 11 Vorlagen. Am Saisonende lief sein Vertrag aus und Generous nahm am Trainingslager der Providence Bruins teil, erhielt jedoch keinen Vertrag und unterschrieb anschließend einen Einjahresvertrag bei den Reading Royals in der ECHL. Im Dezember des gleichen Jahres wurde er an die Lake Erie Monsters aus der AHL ausgeliehen.
Im Sommer 2011 entschied sich Generous für einen Wechsel nach Europa und spielte in den folgenden drei Jahren für Rauman Lukko in der Liiga. Anschließend wechselte er für ein Jahr zum Aufsteiger Vaasan Sport, ehe er im Februar 2015 im Rahmen eines Tauschhandels an den Helsingfors IFK abgegeben wurde. Nach dem Ende der Saison 2016/17 verließ er den HIFK und wurde vom EC Red Bull Salzburg aus der EBEL verpflichtet.

## Erfolge und Auszeichnungen
- 2007 ECAC All-Academic Team
- 2008 ECAC All-Academic Team
- 2009 ECAC All-Academic Team
- 2009 ECAC Best Defensive Defenseman
- 2016 Finnischer Vizemeister mit HIFK Helsinki

## Karrierestatistik
(Legende zur Spielerstatistik: Sp oder GP = absolvierte Spiele; T oder G = erzielte Tore; V oder A = erzielte Assists; Pkt oder Pts = erzielte Scorerpunkte; SM oder PIM = erhaltene Strafminuten; +/− = Plus/Minus-Bilanz; PP = erzielte Überzahltore; SH = erzielte Unterzahltore; GW = erzielte Siegtore; 1 Play-downs/Relegation; Kursiv: Statistik nicht vollständig)